# Hesthesis cingulatus
Hesthesis cingulatus är en skalbaggsart som först beskrevs av Kirby 1818.  Hesthesis cingulatus ingår i släktet Hesthesis och familjen långhorningar. Inga underarter finns listade i Catalogue of Life.